# Изабела Гордън
Изабела Гордън (на английски: Isabella Gordon) е шотландска морска биоложка.

## Биография
Родена е на 18 май 1901 г. в град Кийт, Шотландия, в бедно работническо семейство. Получава стипендия, за да завърши училище, и продължава образованието си в Абърдийнския университет.
Получава стипендия, за да извършва изследователска дейност и да запише докторантура, и се специализира в изучаването на бодлокожи животни в Имперския колеж в Лондон.
От 1928 до 1966 г. ръководи секцията по ракообразни в Природонаучния музей в Лондон и е първата жена, заемала научна длъжност на пълен работен ден там. Пътува до лаборатории в САЩ и Ямайка и публикува над 100 статии, рецензии и доклади.
Наградена е с медал от краля на Белгия Леополд III, който е любител ентомолог. През 1961 г. е поканена от японския император Хирохито, който е запален морски биолог, на неговия 60-и юбилей. Удостоена е с Ордена на Британската империя през 1961 г.
Умира на 11 май 1988 г. на 86-годишна възраст.